# 續 赤穂城
『續 赤穂城』（ぞく あこうじょう）は、1952年（昭和27年）5月29日公開の日本映画である。東映製作・配給。監督は萩原遼、主演は片岡千恵蔵。白黒、スタンダード、101分。

## 概要
大広間での評定から、城明け渡しまでを描く。

## スタッフ
- 製作総指揮：大川博
- 製作：マキノ光雄、長橋秀憲
- 企画：坪井与、玉木潤一郎
- 原作：住吉山声
- 脚本：民門敏雄、高岩肇
- 撮影：三木滋人
- 美術：角井平吉
- 編集：河合勝己
- 音楽：深井史郎
- 録音：佐々木稔郎
- 照明：山根秀一
- 記録：川島衣栄
- 殺陣：足立伶二郎
- 衣裳考証：甲斐庄楠音
- 監督：萩原遼

## キャスト
- 浅野内匠頭、大石内蔵助：片岡千恵蔵

- 瑤泉院阿具理：山田五十鈴  (特別出演)
- 大石りく：木暮実千代  (特別出演)

- 片岡源五右衛門：月形龍之介
- 堀部安兵衛：河津清三郎
- 吉良上野介：薄田研二
- 不破数右衛門：大友柳太朗
- 井上團右衛門：小堀誠

- おはる：御園裕子
- お糸：波路はるか
- 大石主税：沢村アキオ（後の長門裕之）
- 大石吉千代：沢村マサヒコ（後の津川雅彦）
- 大石おくう：八木美栄子

- 千馬三郎兵衛：清川荘司
- 磯貝十郎左衛門：原健策
- 大高源吾：加賀邦男
- 大野九郎兵衛：高松錦之助
- 月岡治右衛門：小堀明男
- 早水藤左衛門：上代悠司
- 房八のおやじ源八：殿山泰司
- 荒木十左衛門：河部五郎
- 矢頭右衛門七：片岡栄二郎